# Parafia Matki Bożej Częstochowskiej w Otwocku
Parafia Matki Boskiej Częstochowskiej w Otwocku – parafia rzymskokatolicka należąca do dekanatu otwockiego, diecezji warszawsko-praskiej, metropolii warszawskiej Kościoła katolickiego. Powstała w 1983 z podziału parafii św. Teresy od Dzieciątka Jezus w Otwocku. Kościół parafialny wybudowany w latach 1984–1993. Mieści się przy ulicy Sowińskiego. Parafia jest obsługiwana przez księży diecezjalnych.